# قدم قابضة
القدم القابضة هي الأطراف السفلية التي تمتلك القدرة على الإمساك بالشيء والقبض عليه مثل اليد. وتظهر تلك الأقدام بوضوح في السعدان، الذي يمتلك ذيل قابضة مشابهة، والقردة.
نظرًا لتطور ثنائية الحركة إلى إنسان، أصبحت اليدان مركز القبض على الأشياء وتعدلت القدمان لتقوم أكثر بدور التوازن. ولكن يحتمل ألا تكون القدم قد بلغت حدها في المهارة نتيجة الشد العضلي المستمر المطلوب لإحداث الاستقرار والتوازن في القدم لتثبيت الأرجل وبقية الجسم.
في حالات المبتورين الذين ولدوا دون ذراعين أو فقدوا كلتا ذراعيهم، تقوم القدم بوظيفة أكبر لتعويض دور الأيدي الغائبة في القيام بالمهام الحياتية اليومية، مثلها في ذلك مثل اللسان وبقية أعضاء الجسم الأخرى. وفي حالات كثيرة تتطور مهارة الإمساك بالأشياء نتيجة الحاجة والممارسة، فيستطيع الإنسان النسخ على لوحة المفاتيح بسرعات مذهلة.
يمكن أيضًا القبض على الأشياء الصغيرة بين أصابع القدمين والتعامل معها مثلما نفعل باليد بحيث يؤدي الكاحل وظيفة الرسغ. ونظرًا لأن أصابع القدمين تكون أقصر كثيرًا من أصابع اليدين، ونظرًا لأن موضع تكور القدم يكون كبيرًا جدًا ومتداخلاً، فلا تتم عملية الإمساك مثلما تتم باليد العادية ولا تستطيع القدم الإمساك بأشياء كبيرة جدًا أو ثقيلة.